# Linu
Linu (gr. Ληνού) – wieś w Republice Cypryjskiej, w dystrykcie Nikozja. W 2011 roku liczyła 161 mieszkańców.